# Jarabulus District
Jarabulus District (arabiska: منطقة جرابلس) är ett distrikt i Syrien.   Det ligger i provinsen Aleppo, i den norra delen av landet, 400 kilometer norr om huvudstaden Damaskus. Antalet invånare är 58 889.
Omgivningarna runt Jarabulus District är i huvudsak ett öppet busklandskap. Runt Jarabulus District är det ganska tätbefolkat, med 86 invånare per kvadratkilometer.